# 加斯库埃尼亚德沃尔诺瓦
加斯库埃尼亚德沃尔诺瓦，是西班牙卡斯蒂利亚-拉曼恰瓜达拉哈拉省的一个市镇。总面积27平方公里，总人口50人（2001年），人口密度2人/平方公里。